# Soto de Cerrato
Soto de Cerrato ist ein nordspanisches Dorf und eine Gemeinde (municipio) mit 176 Einwohnern (Stand: 2024) in der Provinz Palencia in der Autonomen Gemeinschaft Kastilien-León.

## Lage und Klima
Soto de Cerrato liegt in der Region Tierra de Campos auf der kastilischen Hochebene in einer Höhe von ca. 720 m. Der Río Pisuerga begrenzt die Gemeinde im Westen. Die Provinzhauptstadt Palencia befindet sich mit ihrem Stadtzentrum etwa neun Kilometer (Fahrtstrecke) nordwestlich.
Das Klima im Winter ist durchaus kalt, im Sommer dagegen warm bis heiß; die eher spärlichen Regenfälle (ca. 491 mm/Jahr) fallen überwiegend im Winterhalbjahr.

## Bevölkerungsentwicklung
| Jahr      | 1970 | 1981 | 1991 | 2001 | 2011 | 2021 |
| Einwohner | 330  | 286  | 246  | 223  | 190  | 192  |

## Sehenswürdigkeiten

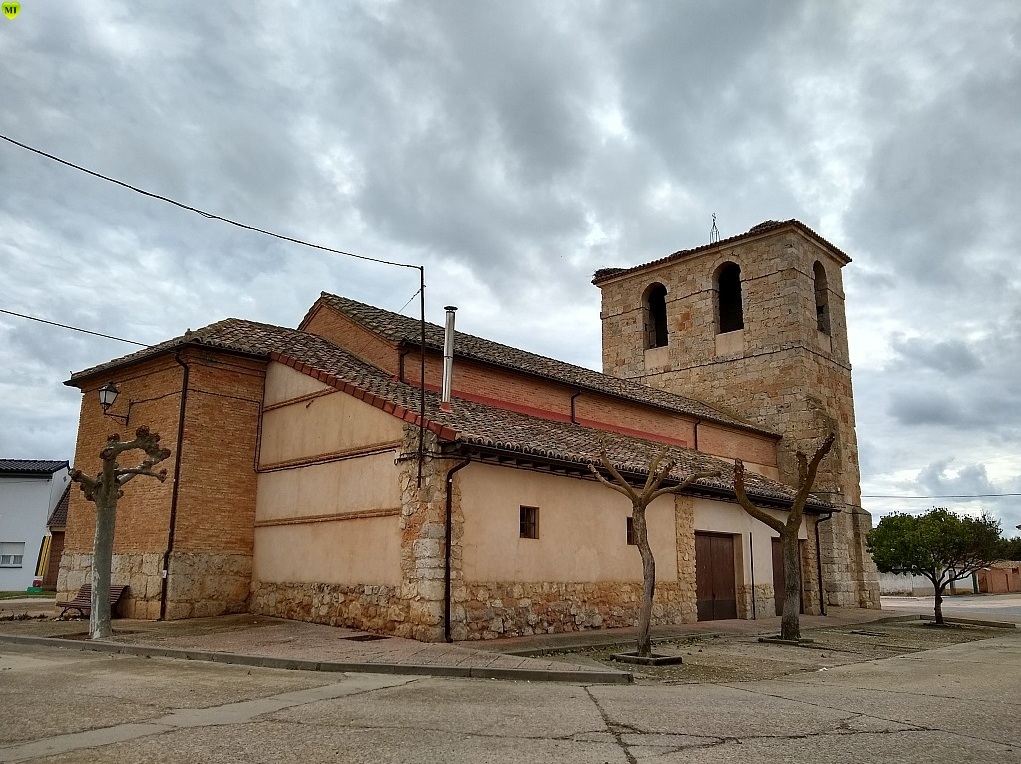
Kirche Mariä Himmelfahrt
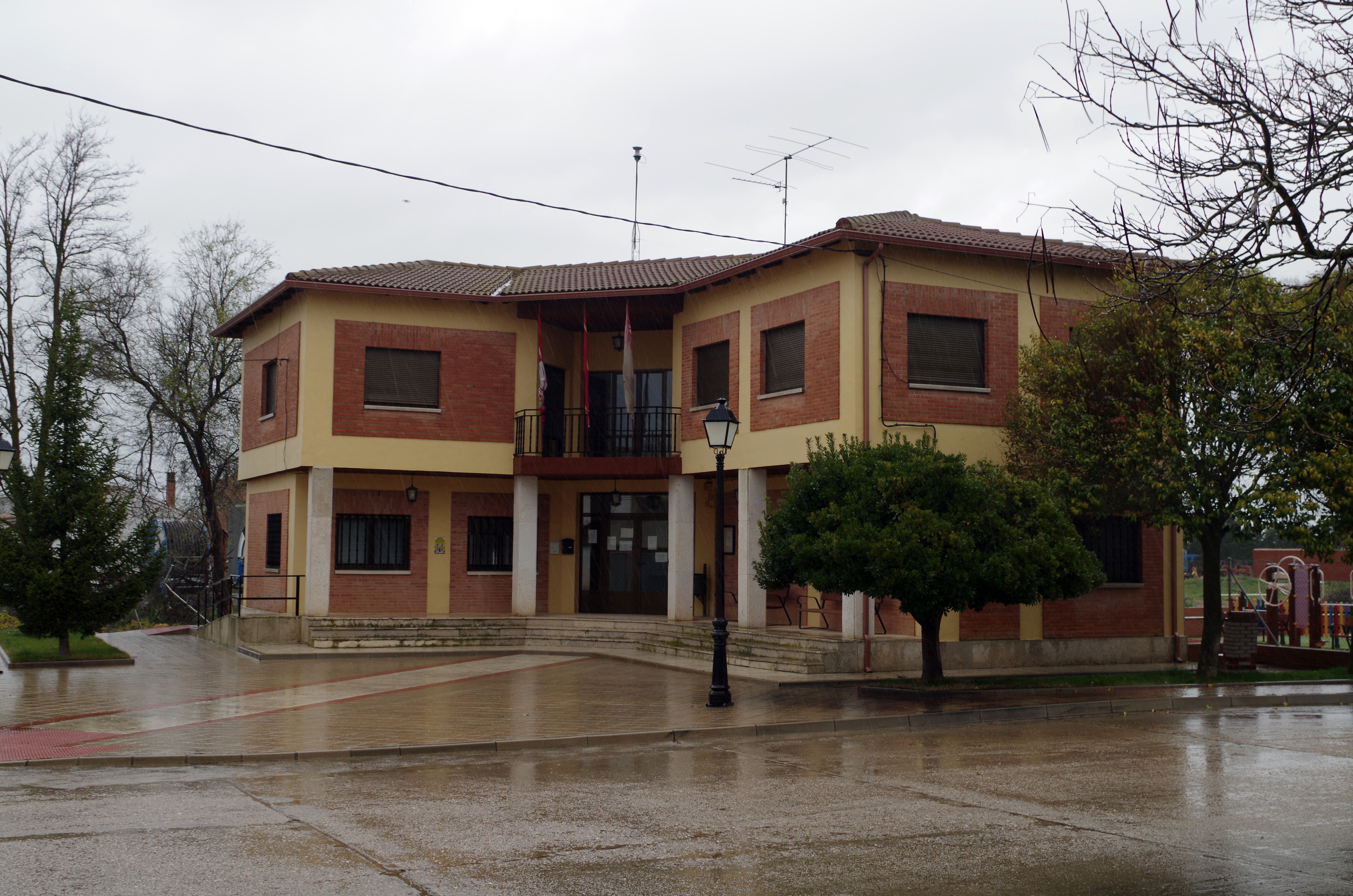
Rathaus

- Kirche Mariä Himmelfahrt
- Rathaus